# Mareuil-le-Port

Mareuil-le-Port este o comună în departamentul Marne, Franța. În 2009 avea o populație de 1,243 de locuitori.